# LATAM Argentina
 (avril 2024).
Si vous disposez d'ouvrages ou d'articles de référence ou si vous connaissez des sites web de qualité traitant du thème abordé ici, merci de compléter l'article en donnant les références utiles à sa vérifiabilité et en les liant à la section « Notes et références ».
LATAM Argentina, anciennement LAN Argentina, est une compagnie aérienne argentine, créée en 2005 et disparue en 2021.

## Historique

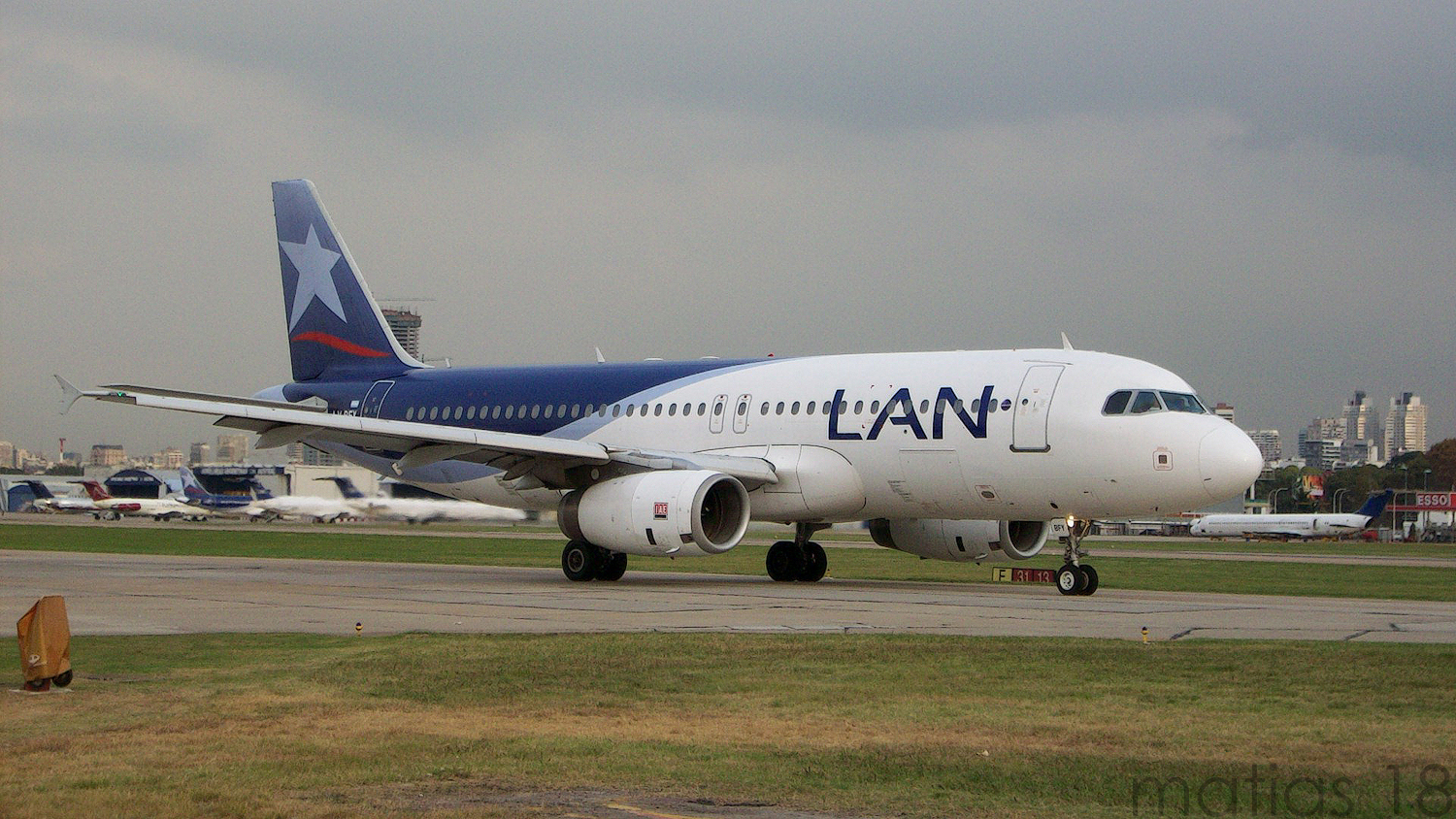
Airbus A320 LV-BFY de LAN Argentina.

Elle est lancée en 2015 en tant que LAN Argentina, filiale de LATAM Airlines Group. Elle est basée à l’aéroport de Buenos Aires-Jorge Newberry.
Le 17 juin 2020, la société mère de LATAM Argentina, LATAM Airlines Group, annonce que, dans le cadre de la restructuration de la société mère, elle cesse les activités de sa filiale argentine, tous les avions étant rendus aux bailleurs et tous les employés licenciés immédiatement. Elle comptait alors 1 715 employés.